# Protosmia tauricola
Protosmia tauricola là một loài Hymenoptera trong họ Megachilidae. Loài này được Popov mô tả khoa học năm 1961.